# Merdrignac
Merdrignac è un comune francese di 3 090 abitanti situato nel dipartimento delle Côtes-d'Armor nella regione della Bretagna. Dal 1 gennaio 2025 ha incorporato il precedente comune di Saint-Launeuc.

## Società

### Evoluzione demografica
Abitanti censiti